# ساس‌فلد
ساس‌فلد (به هلندی: Saasveld) یک منطقهٔ مسکونی در هلند است که در دینکل‌لاند واقع شده‌است. ساس‌فلد ۱٬۶۸۷ نفر جمعیت دارد.